# ليندسي أرمسترونغ
ليندسي أرمسترونغ (بالإنجليزية: Lindsay Armstrong)‏ هي كاتِبة جنوب أفريقية-أسترالية، ولدت في القرن العشرين في جنوب أفريقيا.
ألّفت ليندسي ما يزيد عن 65 رواية رومانسية. نشرت رواياتها في ميلز وبوون منذ عام 1981.
تزوجت رجلاً نيوزيلندي المولد كان يعمل في غرب أفريقيا. ولد أولادهما الثلاثة الأكبر في جنوب أفريقيا، بينما ولد ابن رابع في لندن والخامس في أستراليا. تعيش ليندسي حالياً في أستراليا.